# Акаичи, Ахмед
Ахмед Акаичи (араб. أحمد العكايشي‎; род. 23 февраля 1989, Бизерта) — тунисский футболист, нападающий. Выступал за сборную Туниса.

## Карьера

### Клубная
Профессиональную футбольную карьеру начал в 2008 году в «Этуаль дю Сахель», в которой провёл три сезона, приняв участие в 65 матчах чемпионата. Большинство времени, проведённого в составе «Этуаль дю Сахель», был основным игроком атакующей звена команды. В составе «Этуаль дю Сахель» был одним из главных бомбардиров команды, имея среднюю результативность на уровне 0,42 гола за игру первенства.
Своей игрой за эту команду привлёк внимание представителей тренерского штаба немецкого клуба «Ингольштадт 04», в состав которого присоединился в 2011 году. За ингольштадтский клуб Акаичи провёл 28 матчей.
В 2013 году вернулся на родину, став игроком клуба «Эсперанс». С тех пор успел сыграть за столичную команду 38 матчей в национальном чемпионате.

### Сборная
В 2010 году дебютировал в официальных матчах в составе национальной сборной Туниса. В настоящее время провёл в форме главной команды страны 23 матча, забив 9 голов.
В составе сборной был участником Кубка африканских наций 2010 в Анголе.
В последний момент включён в заявку тунисцев для участия на Кубке африканских наций 2015 в Экваториальной Гвинеи, заменив травмированного Сабера Хелифу. Во втором матче сборной на этом турнире, против сборной Замбии, на 70-й минуте забил гол и сравнял счёт (на последних минутах игры его партнер по команде Яссин Шихауи принес победу Туниса со счётом 2:1).

### Голы за сборную
| #  | Дата           | Место                          | Соперник              | Счёт | Результат | Турнир                           |
| -- | -------------- | ------------------------------ | --------------------- | ---- | --------- | -------------------------------- |
| 1. | 20 июня 2010   | Хартум, Судан                  | Судан                 | 6-1  | 6-2       | Товарищеский матч                |
| 2. | 17 ноября 2013 | Яунде, Камерун                 | Камерун               | 1-2  | 1-4       | Квалификация на ЧМ 2014          |
| 3. | 22 января 2015 | Эбебьин, Экваториальная Гвинея | Замбия                | 1-1  | 2-1       | Кубок африканских наций 2015     |
| 4. | 26 января 2015 | Бата, Экваториальная Гвинея    | ДР Конго              | 1-0  | 1-1       | Кубок африканских наций 2015     |
| 5. | 31 января 2015 | Бата, Экваториальная Гвинея    | Экваториальная Гвинея | 1-0  | 1-2       | Кубок африканских наций 2015     |
| 6. | 18 января 2016 | Кигали, Руанда                 | Гвинея                | 1-0  | 2-2       | Чемпионат африканских наций 2016 |
| 7. | 18 января 2016 | Кигали, Руанда                 | Гвинея                | 2-1  | 2-2       | Чемпионат африканских наций 2016 |
| 8. | 22 января 2016 | Кигали, Руанда                 | Нигерия               | 1-1  | 1-1       | Чемпионат африканских наций 2016 |
| 9. | 26 января 2016 | Кигали, Руанда                 | Нигер                 | 3-0  | 5-0       | Чемпионат африканских наций 2016 |

## Достижения

### «Эсперанс»
- Чемпион Туниса: 2013/14

### «Этуаль дю Сахель»
- Чемпион Туниса: 2013/14

### «Аль-Иттихад»
- Обладатель Кубка наследного принца Саудовской Аравии: 2016/17
- Обладатель Саудовского кубка чемпионов: 2018

### «Аль-Ахед»
- Чемпион Ливана: 2021/22
- Обладатель Кубка АФК: 2019
- Обладатель Суперкубка Ливана: 2019